# Pseudocrenilabrinae

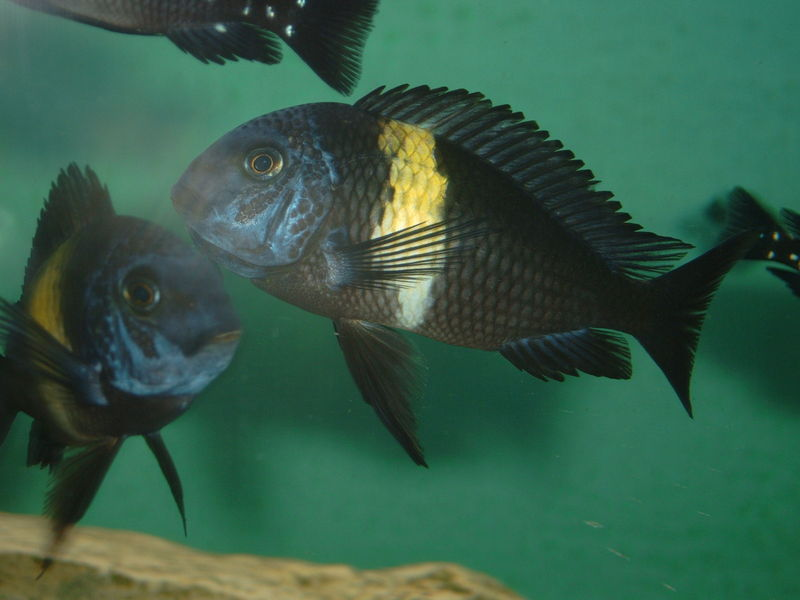
Tropheus duboisi

A Pseudocrenilabrinae a sugarasúszójú halak (Actinopterygii) osztályában a sügéralakúak (Perciformes) rendjébe sorolt bölcsőszájúhal-félék (Cichlidae) családjának egyik alcsaládja.

## Származásuk, elterjedésük
A fajok nagy része kelet-afrikai tavakban él, például az Edward-tóban, a Malawi-tóban, a Victoria-tóban, a Kivu-tóban és a Tanganyika-tóban.
A Haplochromini nemzetségből származó és a Malawi-tóban honos pompás malawisügér (Chindongo socolofi Johnson, 1974) valamint a Hemichromini nemzetségből származó ötfoltos tarkasügér (Hemichromis elongatus) ismert akváriumi díszhal, és már a Hévízi-tó levezető csatornájába is betelepítették mindkettőt.

## Rendszertani felosztásuk
Az alcsaládba az alábbi 24 nemzetség tartozik:
- Bathybatini
- Benthochromini
- Boulengerochromini
- Chromidotilapiini
- Coelotilapiini
- Coptodonini
- Cyphotilapiini
- Cyprichromini
- Ectodini
- Eretmodini
- Etiini
- Gobiocichlini
- Haplochromini
- Hemichromini
- Heterotilapiini
- Lamprologini
- Limnochromini
- Oreochromini
- Pelmatolapiini
- Perissodini
- Steatocranini
- Tilapiini
- Tropheini
- Tylochromini